# Helylä
Helylä (en russe : Хелю́ля, en finnois : Helylä) est une Commune urbaine du raïon de Sortavala dans la république de Carélie en Russie.

## Géographie
Helylä est située au bord de la rivière Tohmajoki, à six kilomètres au nord de Sortavala.
La superficie de Helylä est de 18,8 kilomètres carrés.
Elle est bordée au nord par Kaalamo et dans les autres directions par la ville de Sortavala.
Ses lacs sont le Karmalanjärvi et l'Helmijärvi.

## Démographie
Recensements (*) ou estimations de la population
| 1959  | 1979  | 1989  | 2002* |
| ----- | ----- | ----- | ----- |
| 5 353 | 3 231 | 3 727 | 3 166 |

| 2010  | 2013  | 2015  | 2017  |
| ----- | ----- | ----- | ----- |
| 2 793 | 2 742 | 2 668 | 2 630 |

| 2019  | 2021  | - | - |
| ----- | ----- | - | - |
| 2 505 | 2 369 | - | - |